# Đông Nepal
Đông Nepal (tiếng Nepal:पूर्वाञ्चल विकास क्षेत्र) là một vùng phát triển của Nepal. Vùng này có diện tích 28.456 km², dân số thời điểm năm 2001 là 5.344.476 người.

## Dân số
Biến động dân số giai đoạn 1952-2001:
| Năm    | 1952 | 1961 | 1971      | 1981      | 1991      | 2001      |
| ------ | ---- | ---- | --------- | --------- | --------- | --------- |
| Dân số | -    | -    | 1.953.749 | 3.708.923 | 4.446.749 | 5.344.476 |